# Shorttrack-Weltmeisterschaften 2008
Die Shorttrack-Weltmeisterschaften 2008 fanden vom 7. bis 9. März 2008 im südkoreanischen Gangneung statt. Es war erst das zweite Mal nach den Weltmeisterschaften 2001 in Jeonju, dass die Titelkämpfe in Südkorea ausgetragen wurden.
Insgesamt wurden zwölf Wettbewerbe ausgetragen. Es gab, jeweils für Frauen und Männer, einen Mehrkampf sowie Einzelrennen über 500, 1000 und 1500 Meter. Die acht in der Mehrkampfwertung am besten platzierten Läufer nach diesen drei Strecken traten außerdem über 3000 Meter an. Zusätzlich gab es Staffelwettbewerbe, bei den Frauen über 3000 Meter und bei den Männern über 5000 Meter.
In den Mehrkampf flossen die erzielten Ergebnisse über die vier Einzelstrecken ein. Der Erstplatzierte in einem Einzelrennen bekam 34 Punkte, der Zweite 21, der Dritte 13, der Vierte acht, der Fünfte fünf, der Sechste drei, der Siebte zwei und der Achte einen. Allerdings wurden nur Punkte vergeben, wenn der Läufer das Finale erreichte. Bei einer Disqualifikation wurden keine Punkte zuerkannt. Die Addition der erzielten Punkte eines Läufers ergab das Endklassement im Mehrkampf.

## Teilnehmende Nationen
Insgesamt nahmen an der Weltmeisterschaft 31 Länder mit insgesamt 132 Athleten, 63 Frauen und 69 Männer, teil.
| Teilnehmende Nationen (Frauen/Männer)                                                                                               | Teilnehmende Nationen (Frauen/Männer)                                                                    | Teilnehmende Nationen (Frauen/Männer)                                                                        | Teilnehmende Nationen (Frauen/Männer)                                                                    | Teilnehmende Nationen (Frauen/Männer) |
| --- | --- | --- | --- | ------------------------------------- |
| Australien (0/2) Belgien (0/2) Bulgarien (5/0) Volksrepublik China (5/5) Chinesisch Taipeh (2/2) Deutschland (1/2) Frankreich (1/2) | Großbritannien (2/5) Hongkong (2/0) Israel (1/0) Italien (5/5) Japan (5/5) Kanada (5/5) Kasachstan (2/2) | Kroatien (0/2) Lettland (0/1) Neuseeland (1/2) Niederlande (2/2) Österreich (1/0) Polen (2/2) Rumänien (1/0) | Russland (4/5) Schweden (1/0) Serbien (0/1) Slowakei (0/2) Südkorea (5/5) Tschechien (1/0) Ukraine (0/3) | Ungarn (2/1) USA (5/5) Belarus (2/1)  |

## Zeitplan
Der Zeitplan war parallel für Frauen und Männer wie folgt gestaltet.
Freitag, 7. März 2008
- 1500 m: Vorlauf, Halbfinale, Finale
- Staffel: Halbfinale (Frauen)

Samstag, 8. März 2008
- 500 m: Vorlauf, Viertelfinale, Halbfinale, Finale
- Staffel: Halbfinale (Männer)

Sonntag, 9. März 2008
- 1000 m: Vorlauf, Halbfinale, Finale
- 3000 m: Superfinale
- Staffel: Finale

## Ergebnisse

### Frauen

#### Mehrkampf
- In den Spalten 1500, 500, 1000 und 3000 m ist erst angegeben, welche Platzierung der Athlet erreichte, dahinter in Klammern, wie viele Punkte er dafür erhielt.

| Rang | Name              | Punkte | 500 m  | 1000 m | 1500 m | 3000 m |
| ---- | ----------------- | ------ | ------ | ------ | ------ | ------ |
| 1.   | Wang Meng         | 107    | 1 (34) | 1 (34) | 1 (34) | 5 (5)  |
| 2.   | Zhou Yang         | 76     | 4 (8)  | 2 (21) | 3 (13) | 1 (34) |
| 3.   | Yang Shin-young   | 37     | 6 (0)  | 4 (8)  | 2 (21) | 4 (8)  |
| 4.   | Kalyna Roberge    | 33     | 3 (13) | 3 (13) | 5 (5)  | 7 (2)  |
| 5.   | Liu Qiuhong       | 27     | 2 (21) | 9 (0)  | 6 (3)  | 6 (3)  |
| 6.   | Jung Eun-ju       | 23     | 8 (0)  | 8 (0)  | 7 (2)  | 2 (21) |
| 7.   | Katherine Reutter | 21     | 5 (0)  | 19 (0) | 4 (8)  | 3 (13) |

#### 500 Meter
| Rang | Name              | Zeit         |
| ---- | ----------------- | ------------ |
| 1.   | Wang Meng         | 43,888 s     |
| 2.   | Liu Qiuhong       | 43,973 s     |
| 3.   | Kalyna Roberge    | 44,018 s     |
| 4.   | Zhou Yang         | 45,324 s     |
| 5.   | Katherine Reutter | 45,980 s     |
| 6.   | Yang Shin-young   | 44,916 s     |
| 7.   | Park Seung-hi     | 1:32,028 min |
| 8.   | Jung Eun-ju       | 44,919 s     |

Datum: 8. März 2008
Rang 1–4 im Finale, Rang 5–8 im Halbfinale.

#### 1000 Meter
| Rang | Name              | Zeit            |
| ---- | ----------------- | --------------- |
| 1.   | Wang Meng         | 1:32,527 min    |
| 2.   | Zhou Yang         | 1:32,595 min    |
| 3.   | Kalyna Roberge    | 1:32,636 min    |
| 4.   | Yang Shin-young   | 1:32,666 min    |
| 5.   | Ewgenija Radanowa | 1:33,121 min    |
| 6.   | Stéphanie Bouvier | 1:33,908 min    |
| 7.   | Tania Vicent      | 1:34,071 min    |
| 8.   | Jung Eun-ju       | disqualifiziert |

Datum: 9. März 2008
Rang 1–4 im Finale, Rang 5–8 im Halbfinale.

#### 1500 Meter
| Rang | Name              | Zeit         |
| ---- | ----------------- | ------------ |
| 1.   | Wang Meng         | 2:22,819 min |
| 2.   | Yang Shin-young   | 2:22,904 min |
| 3.   | Zhou Yang         | 2:23,191 min |
| 4.   | Katherine Reutter | 2:23,212 min |
| 5.   | Kalyna Roberge    | 2:23,960 min |
| 6.   | Liu Qiuhong       | 2:25,928 min |
| 7.   | Jung Eun-ju       | 2:33,236 min |

Datum: 7. März 2008
Rang 1–7 im Finale.

#### 3000 Meter Superfinale
| Rang | Name              | Zeit         |
| ---- | ----------------- | ------------ |
| 1.   | Zhou Yang         | 5:46,063 min |
| 2.   | Jung Eun-ju       | 5:46,465 min |
| 3.   | Katherine Reutter | 5:46,518 min |
| 4.   | Yang Shin-young   | 5:46,719 min |
| 5.   | Wang Meng         | 5:47,106 min |
| 6.   | Liu Qiuhong       | 5:53,138 min |
| 7.   | Kalyna Roberge    | 6:57,248 min |

Datum: 9. März 2008
Superfinale der acht besten Mehrkämpferinnen nach drei Strecken. Da nur sieben Athletinnen bis dahin Punkte erzielt hatten, traten auch nur diese sieben im Superfinale an.

#### 3000 Meter Staffel
| Rang | Name                                                           | Zeit         |
| ---- | -------------------------------------------------------------- | ------------ |
| 1.   | SüdkoreaKim Min-jung Park Seung-hi Jung Eun-ju Yang Shin-young | 4:16,261 min |
| 2.   | KanadaAnne Maltais Jessica Gregg Tania Vicent Amanda Overland  | 4:20,254 min |
| 3.   | Volksrepublik ChinaWang Meng Zhou Yang Fu Tianyu Liu Qiuhong   | 4:23,022 min |
| 4.   | ItalienMarta Capurso Arianna Fontana Lucia Peretti Katia Zini  | 4:24,832 min |

Datum: 7. bis 9. März 2008
4 Staffeln im Finale.

### Männer

#### Mehrkampf
- In den Spalten 1500, 500, 1000 und 3000 m ist erst angegeben, welche Platzierung der Athlet erreichte, dahinter in Klammern, wie viele Punkte er dafür erhielt.

| Rang | Name                  | Punkte | 500 m  | 1000 m | 1500 m | 3000 m |
| ---- | --------------------- | ------ | ------ | ------ | ------ | ------ |
| 1.   | Apolo Anton Ohno      | 68     | 1 (34) | 2 (21) | 7 (0)  | 3 (13) |
| 2.   | Lee Ho-suk            | 63     | 16 (0) | 1 (34) | 2 (21) | 4 (8)  |
| 3.   | Song Kyung-taek       | 62     | 3 (13) | 3 (13) | 1 (34) | 7 (2)  |
| 4.   | Lee Seung-hoon        | 42     | 47 (0) | 21 (0) | 4 (8)  | 1 (34) |
| 5.   | Charles Ryan Leveille | 34     | 12 (0) | 43 (0) | 3 (13) | 2 (21) |
| 6.   | Charles Hamelin       | 34     | 2 (21) | 4 (8)  | 49 ()  | 5 (5)  |
| 7.   | Jeff Simon            | 11     | 4 (8)  | 5 (0)  | 22 (0) | 6 (3)  |
| 8.   | Zhang Zhiqiang        | 6      | 27 (0) | 6 (0)  | 5 (5)  | 8 (1)  |

#### 500 Meter
| Rang | Name              | Zeit     |
| ---- | ----------------- | -------- |
| 1.   | Apolo Anton Ohno  | 42,568 s |
| 2.   | Charles Hamelin   | 42,625 s |
| 3.   | Song Kyung-taek   | 42,632 s |
| 4.   | Jeff Simon        | 42,906 s |
| 5.   | Satoru Terao      | 42,360 s |
| 6.   | Thibaut Fauconnet | 42,339 s |
| 7.   | François Hamelin  | 42,651 s |
| 8.   | Wim De Deyne      | 42,669 s |

Datum: 8. März 2008
Rang 1–4 im Finale, Rang 5–8 im Halbfinale.

#### 1000 Meter
| Rang | Name               | Zeit         |
| ---- | ------------------ | ------------ |
| 1.   | Lee Ho-suk         | 1:26,462 min |
| 2.   | Apolo Anton Ohno   | 1:26,528 min |
| 3.   | Song Kyung-taek    | 1:26,615 min |
| 4.   | Charles Hamelin    | 1:26,833 min |
| 5.   | Jeff Simon         | 1:28,164 min |
| 6.   | Zhang Zhiqiang     | 1:29,256 min |
| 7.   | Marc-André Monette | 1:29,506 min |
| 8.   | Song Weilong       | 1:28,841 min |

Datum: 9. März 2008
Rang 1–4 im Finale, Rang 5–8 im Halbfinale.

#### 1500 Meter
| Rang | Name                  | Zeit            |
| ---- | --------------------- | --------------- |
| 1.   | Song Kyung-taek       | 2:18,916 min    |
| 2.   | Lee Ho-suk            | 2:18,971 min    |
| 3.   | Charles Ryan Leveille | 2:19,066 min    |
| 4.   | Lee Seung-hoon        | 2:19,127 min    |
| 5.   | Zhang Zhiqiang        | 2:19,561 min    |
| 6.   | Marc-André Monette    | 2:19,952 min    |
| 7.   | Apolo Anton Ohno      | disqualifiziert |

Datum: 7. März 2008
Rang 1–7 im Finale.

#### 3000 Meter Superfinale
| Rang | Name                  | Zeit         |
| ---- | --------------------- | ------------ |
| 1.   | Lee Seung-hoon        | 4:53,620 min |
| 2.   | Charles Ryan Leveille | 4:54,732 min |
| 3.   | Apolo Anton Ohno      | 5:00,838 min |
| 4.   | Lee Ho-suk            | 5:00,939 min |
| 5.   | Charles Hamelin       | 5:01,867 min |
| 6.   | Jeff Simon            | 5:03,634 min |
| 7.   | Song Kyung-taek       | 5:04,307 min |
| 8.   | Zhang Zhiqiang        | 5:13,181 min |

Datum: 9. März 2008
Superfinale der acht besten Mehrkämpfer nach drei Strecken.

#### 5000 Meter Staffel
| Rang | Name                                                                                   | Zeit         |
| ---- | -------------------------------------------------------------------------------------- | ------------ |
| 1.   | SüdkoreaSong Kyung-taek Lee Ho-suk Lee Seung-hoon Sung Si-bak                          | 6:51,148 min |
| 2.   | KanadaFrançois Hamelin Steve Robillard Marc-André Monette Jean-François Monette        | 6:52,318 min |
| 3.   | Vereinigtes KönigreichJon Eley Paul Worth Paul Stanley Tom Iveson                      | 6:56,765 min |
| 4.   | Vereinigte StaatenCharles Ryan Leveille Jeff Simon Jordan Malone Apolo Anton Ohno      | 6:59,069 min |
| 5.   | RusslandJewgeni Kosulin Wjatscheslaw Kurginjan Alexander Gertsikow Sergei Prankewitsch | 7:10,426 min |

Datum: 8. bis 9. März 2008
5 Staffeln im Finale.

## Medaillenspiegel
| Rang   | Nation                 | Gold | Silber | Bronze | Gesamt |
| ------ | ---------------------- | ---- | ------ | ------ | ------ |
| 1      | Südkorea               | 5    | 4      | 4      | 13     |
| 2      | Volksrepublik China    | 5    | 3      | 2      | 10     |
| 3      | Vereinigte Staaten     | 2    | 2      | 3      | 7      |
| 4      | Kanada                 | –    | 3      | 2      | 5      |
| 5      | Vereinigtes Königreich | –    | –      | 1      | 1      |
| Gesamt | Gesamt                 | 12   | 12     | 12     | 36     |